# 大分縣央飛行場
大分縣央飛行場（日语：／ Ōita Kenō hikōjō */?）是位於日本大分縣豐後大野市大野町的機場，又称大分縣央機場，拥有800米的跑道，现主要运营非定期的包机航班和观光航班。

## 历史
1988年，日本泡沫经济时期，農林水產省在探索拓展农道功能时，推动农道机场的建设，以期实现以小型飞机快速空运高附加值农产品至消费地区，促进地区农业发展的目标。趁着这股东风，1992年，该机场以丰肥地区农道起降场（日語：豊肥地区農道着離陸場）的名义开放，跑道长度仅800米。1997年1月14日，它升格为可以运送人员的“其他机场”，同年8月更改至现在的名称，同月19日正式作为机场开放。
该机场开通之处旨在向日本首都圈运输高附加值的农产品，从而振兴农业，促进地区活力。然而由于没有能够直飞首都圈的飞机，农产品只能经由附近的大分机场运抵首都圈内的羽田机场，因而目前该机场已不再用于其原有用途。
客运方面，九州航空自1997年8月19日起用塞斯纳172执飞该机场至大分机场的定期航班，但数年后停飞，目前该机场並无定期航班。该机场目前大部分航班是飞往大分机场、福冈机场、鹿儿岛机场等周边机场的包机航班和观光航班。
此外，这里还是大分县消防救灾直升机“丰风”（日語：とよかぜ）的基地。日本文理大学航空宇宙工学系在机场相邻的场地上设置延伸校区，在此进行飞机操作和维护保养的教学培训，提供实践知识，用以学习飞机发动机的力学和工程技术。2004年2月，“县央飞行俱乐部”在该机场成立，使用九州航空的飞机进行越野飞行，并提供定向飞行和训练飞行。2014年6月22日，该俱乐部更名为“大分飞行俱乐部”。

## 其他資料
- 機坪：3個小型機坪，1個防災用直昇機停機坪，6個私人小型機坪
- 飛行場設施：290平方米的飛機庫，外加一座旅客機場中心大樓[5]

## 图集

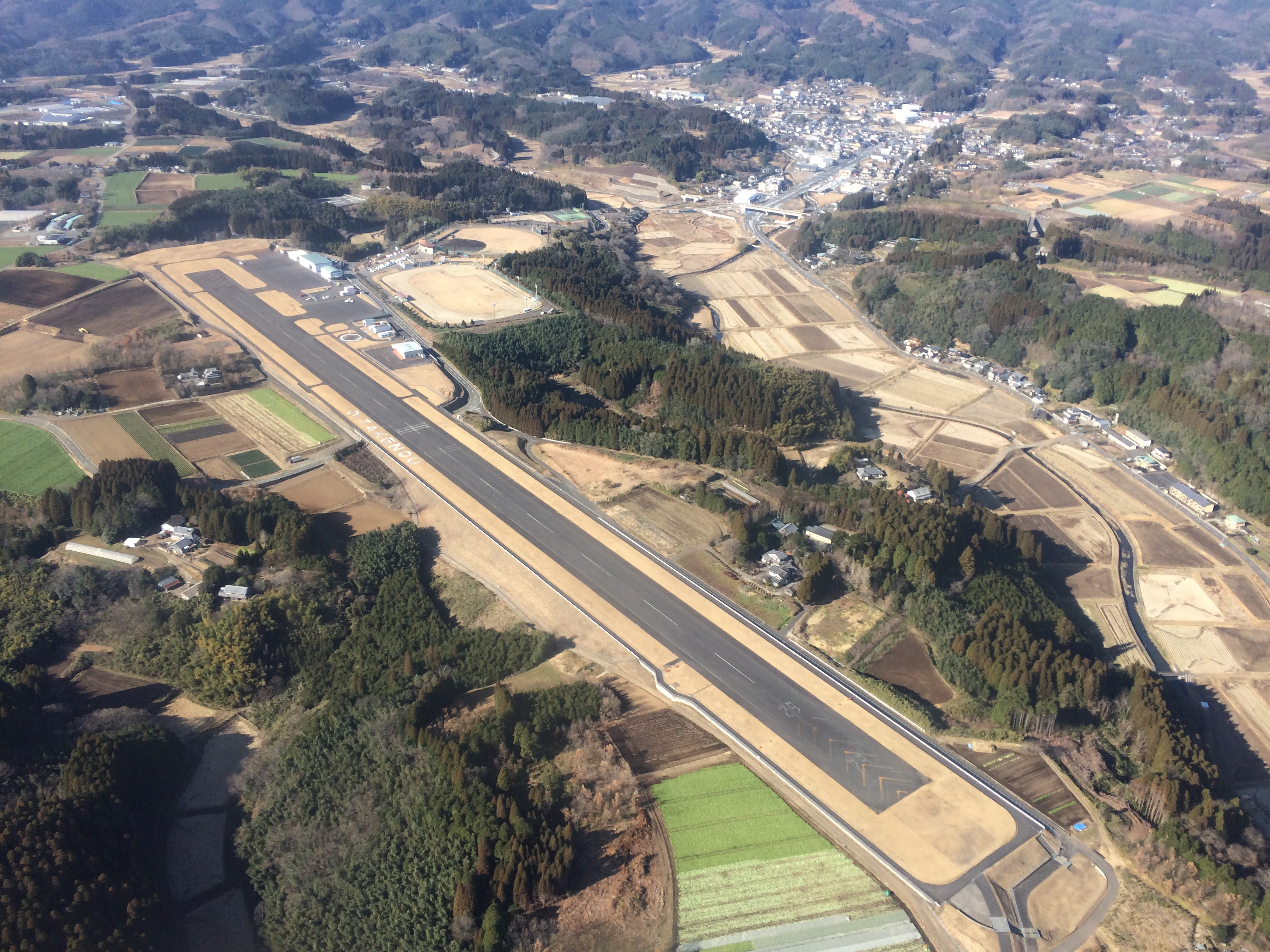
飞机场的鸟瞰图
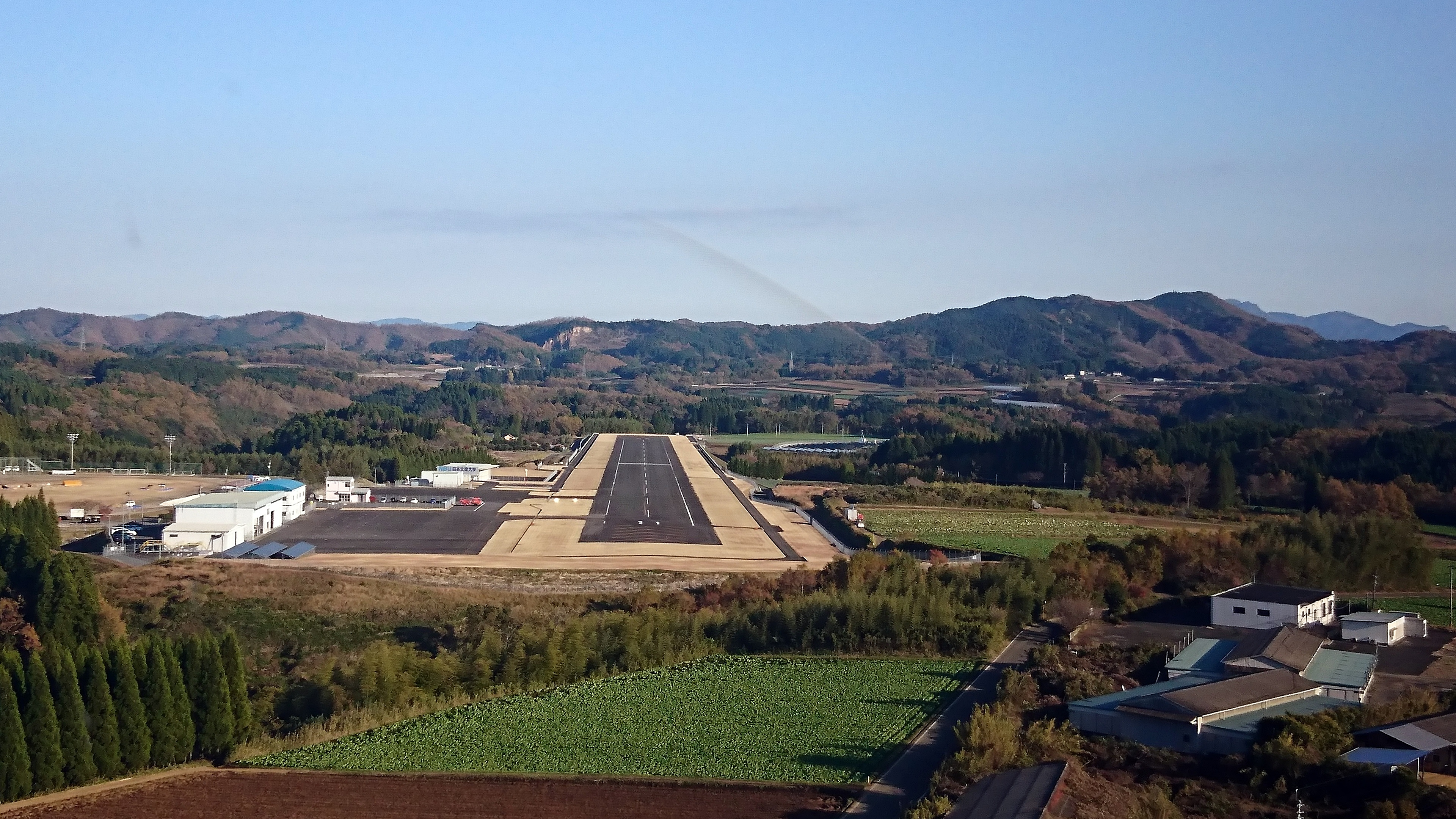
飞机场的进近视角图
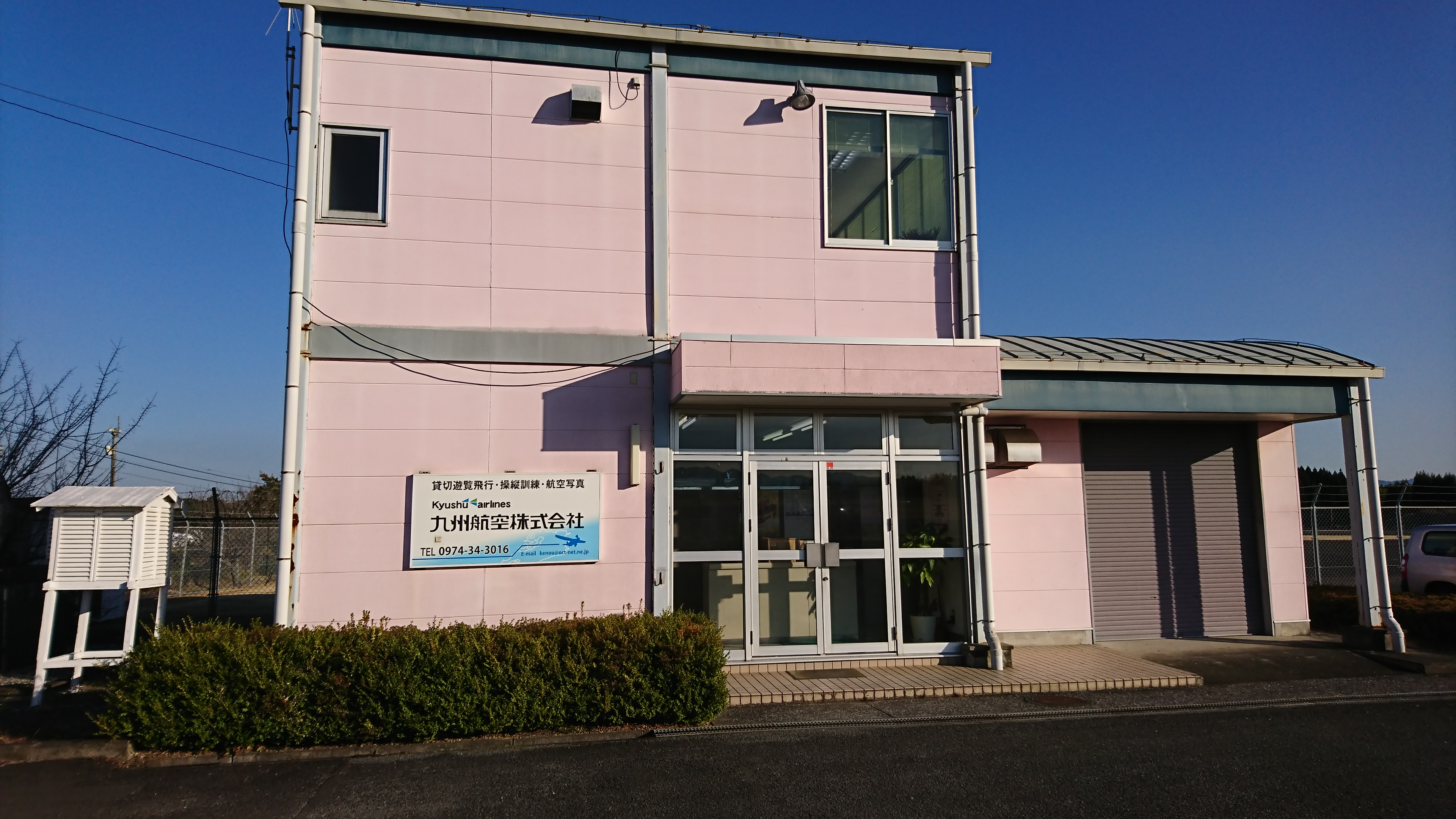
机场内的九州航空株式会社大分县央运航所

## 外部連結
- http://www.pref.oita.jp/site/kenou/ （页面存档备份，存于）